# Gare de Vénissieux (métro de Lyon)
Gare de Vénissieux est une station de métro française de la ligne D du métro de Lyon, située boulevard Ambroise-Croizat à proximité de la gare de Vénissieux à Vénissieux.
Elle est mise en service en 1992, lors de l'ouverture à l'exploitation du prolongement de la ligne D vers le sud depuis la station Grange Blanche.

## Situation ferroviaire
La station terminus Gare de Vénissieux est située sur la ligne D du métro de Lyon, après la station Parilly.

## Histoire
La station « Gare de Vénissieux » est mise en service le 11 décembre 1992, lors de l'ouverture officielle de l'exploitation du prolongement de la ligne D du métro de Lyon de la station Grange Blanche à la gare SNCF de Vénissieux.
Construite au fond d'un vaste volume éclairé zénithalement par une grande verrière, elle est édifiée suivant un plan classique de deux voies encadrées par deux quais latéraux. La station a été réalisée par l'architecte Guy Vanderaa, qui a dessiné une station intégrée au sein d'un pôle d'échanges intermodal  impliquant la reconstruction de la gare de Vénissieux et doté d'un parc relais.
Il n'y a pas de personnel, des automates permettent l'achat et d'autres le compostage des billets. Elle équipée d'origine d'ascenseurs pour les personnes à mobilité réduite et a été équipée de portillons d'accès le 14 décembre 2006.

## Service des voyageurs

### Accueil
La station compte deux accès débouchant sur la mezzanine : le premier donne sur la gare routière implantée rue des Combats du 24 août 1944 et le second sur le hall de la gare SNCF donnant accès au boulevard Ambroise Croizat, à la station de tramway et aux arrêts de bus situés sur le boulevard.
Elle dispose dans chacun des accès de distributeurs automatiques de titres de transport et de valideurs couplés avec les portillons d'accès.

### Desserte
Gare de Vénissieux est desservie par toutes les circulations de la ligne.

### Intermodalité
La station est associée à une gare routière et une gare SNCF (TER Auvergne-Rhône-Alpes), ce qui en fait un pôle multimodal, réparti sur deux sites compte tenu de la configuration des lieux. Les bus desservent principalement la banlieue Sud et Sud-Est de Lyon.
La gare routière du pôle multimodal de la Gare de Vénissieux est desservie par le réseau Transports en commun lyonnais (TCL) via les lignes de bus 54, 62, 87, 93 et N81 à part cette dernière elle effectuent leur terminus ici. On y retrouve aussi la ligne Zi1, cette dernière étant en terminus ici.
Sur le boulevard Ambroise-Croizat on trouve la station du tramway T4  (ouverture en 2009) et les arrêts des lignes de bus 35 et 39 ainsi que les lignes 111 à 113 du réseau Les cars du Rhône.

## Œuvre d'art
La station compte une œuvre d'art située au-dessus des voies, suspendue à la charpente.
Il s'agit de l'œuvre baptisée « Ntshak », réalisée par Max Schœndorff, qui est composé d'objets de récupérations disposés à l'intérieur d'un cadre en verre.